# Shelley McNamara

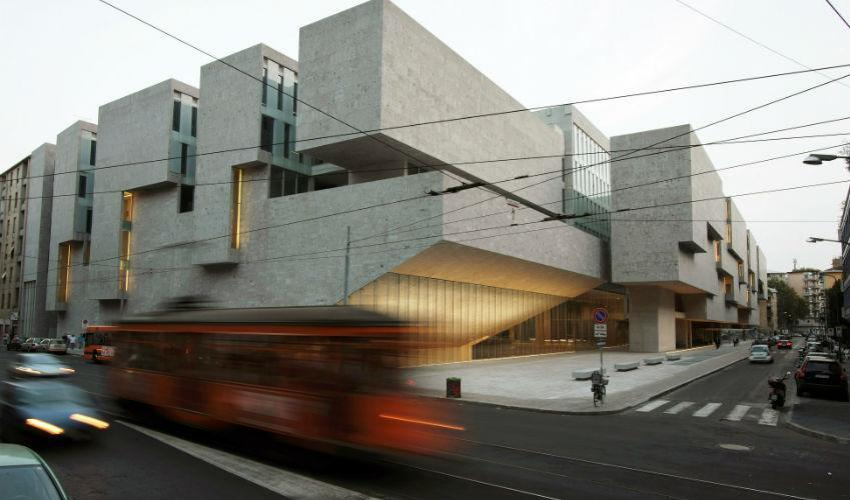
Università Commerciale Luigi Bocconi i Milano, Italien.

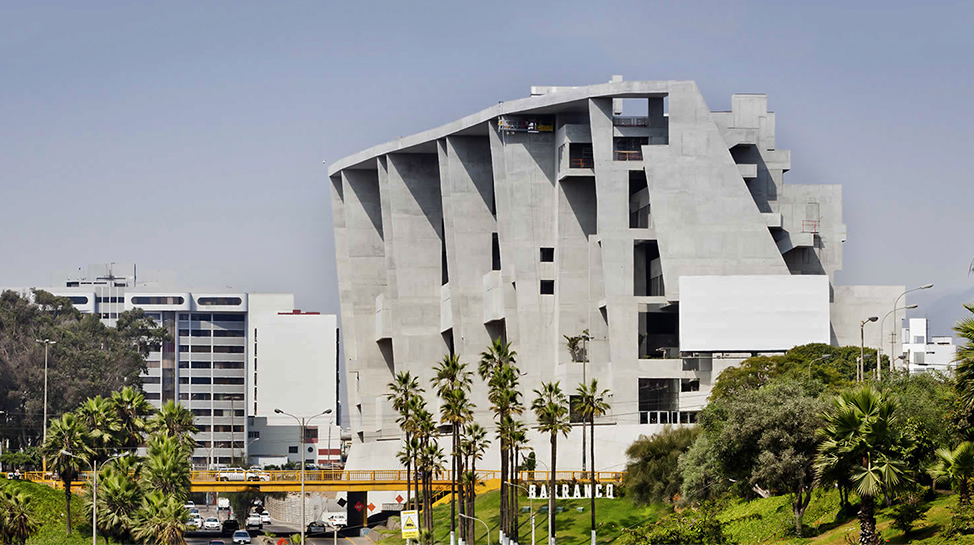
Universidad de Ingeniería y Tecnología, Barranco, Lima, Peru.

Shelley McNamara, född 1952 i Lisdoonvarna i County Clare, är en irländsk arkitekt, som är medgrundare till Grafton Architects.
Shelley McNamara utbildade sig till arkitekt på University College Dublin. Tillsammans med Yvonne Farrell grundade hon 1977 Grafton Architects i Dublin i Irland. Hon har undervisat på University College Dublin sedan 1976. 
Grafton Architects representerade Irland på Venedigbiennalen 2002 och ställde ut där igen 2008. 
Yvonne Farrell och Shelley McNamara fick Pritzkerpriset 2020.

## Verk i urval
- Loreto Community School, Milford i County Donegal, Irland, 2006
- Solstice Arts Centre, Navan, Irland, 2008
- Università Commerciale Luigi Bocconi, Milano, Italien, 2008
- President's House, University of Limerick, Limerick, Irland
- Medical School, bostäder, piazza och pergola, University of Limerick, Irland, 2012
- Institut Mines Telecom, Paris, Frankrike, 2013
- Universitetscampus, Universidad de Ingeniería & Tecnologia, Lima, Peru, 2015
- Institut Mines Telecom, 2019, Paris Saclay, Frankrike
- Toulouse School of economics, 2019, Toulouse, Frankrike